# Jan Coenraad Woestenburg
Jan Coenraad Woestenburg (Den Haag, 2 januari 1920 – aldaar, 4 juni 2002), vaak aangeduid als J.C. Woestenburg jr., was in de bezettingsjaren een van de leiders van het clandestiene blad Ons Volk. Na de oorlog was hij secretaris van de Stichting Toezicht Politieke Delinquenten (STPD), een reclasseringsorganisatie voor voormalige collaborateurs.  

## Jeugd en opleiding
Hij werd geboren in Den Haag als zoon van Jan Coenraad Woestenburg (Hoorn, 21 juli 1882 - Den Haag, 17 november 1950) en Anna Cornelia Wilmina Leguit (De Rijp, 2 oktober 1880 - Den Haag, 26 mei 1982). In 1940 slaagde hij voor het eindexamen aan de Zesde Gemeentelijke Hogere Burgerschool in Den Haag, met 5-jarige cursus. In 1942 deed hij staatsexamen tot toelating tot de universiteit.

## Tweede Wereldoorlog
Tijdens de oorlog was hij werkzaam voor het clandestiene blad Ons Volk. Het blad De Toekomst maakte gebruik van het technisch apparaat van Ons Volk. Samen met Jan van Mansvelt (1921-1987) bracht Woestenburg matrijzen uit Leiden naar Gennep zodat daar kon worden gedrukt.

## Na de oorlog
Na de bevrijding kreeg hij een aanstelling bij het Bureau Nationale Veiligheid.
In mei 1947 begeleidde hij als secretaris van de STPD een honderdtal licht gestrafte collaborateurs voor tewerkstelling naar Nieuw-Guinea. Woestenburg ging mee omdat het om een proef ging. Wanneer daar enige tijd gewerkt werd, zou beoordeeld worden of er nog meer groepen naar toe zouden gaan. Bij aankomst op Nieuw-Guinea werd de doorreis naar Hollandia echter geweigerd, omdat de procureur-generaal niet op de hoogte was van de komst. De groep kwam terecht op Biak, waar de groep onder leiding van Woestenburg zelf hun bestaan moest organiseren.
Uiteindelijk zijn in drie ploegen in totaal 250 man uitgezonden, die materiaal achtergelaten door de Amerikanen hebben opgeruimd. Het overgrote deel van de delinquenten gedroeg zich goed en had daardoor enigszins recht op rehabilitatie. "Als de mensen zich twee jaar lang onder moeilijke omstandigheden voortreffelijk hebben gedragen, mogen wij de maatschappelijke aanpassing niet tegengaan," verklaarde Woestenburg.
Op 23 mei 1953 trouwde hij met Jantina Doethea van der Molen (Groningen, 21 april 1920), dochter van graanhandelaar Klaas van der Molen.